# Blumenau Voleibol Clube
O Blumenau Voleibol Clube, mais conhecido como BluVôlei é um time de voleibol indoor feminino da cidade Blumenau, Santa Catarina . Em 2023 disputou Superliga Brasileira B  e alcançou a promoção a elite nacional para temporada 2023-24.

## Histórico
Fundado em 24 de maio de 1990, o projeto possuía os pais das atletas e pessoas ligadas ao voleibol  visando manter o excelente trabalho, não só da modalidade voleibol, mas também todo o trabalho social e de formação de futuras campeãs no esporte e na vida. Não dispondo de muitos recursos, a vontade destes pais e amigos do voleibol conseguiram manter o Clube em atividade até 1996, após seu principal idealizador, João Crisóstomo, deixou a cidade, passando o clube a ser controlado pelo poder público, que manteve a equipe adulta e uma pequena parte do trabalho de base, por pouco todo esforço perdia.
No final de 1999, com uma proposta nova e utilizando a logística da Fundação Universidade Regional de Blumenau  (FURB), iniciou-se propondo: “A Revelação de Novos Talentos para o Voleibol Brasileiro” , cujo lema : “O VOLEIBOL NÃO É UM FIM EM SI MESMO, MAS UM COMPLEMENTO NA FORMAÇÃO DO SER HUMANO”, surgindo o novo BLUVOLEI. O primeiro passo foi o de legalizar toda a documentação do clube e em 12 de maio de 2000 é declarado entidade de utilidade pública sem fins lucrativos, através da lei municipal nº 5.458.
Na época possuíam apenas 34 atletas, remanescentes do trabalho anterior e iniciou-se um novo programa chamado de “Seleção de Novos Talentos” e logo na primeira divulgação se inscrevem 800 meninas com um sonho de se tornarem atletas de voleibol e acima de tudo cidadãs, sendo uma um dos compromissos do clube até os dias atuais. Chegou a receber 120 atletas, divididas em 7 categorias: escolinha matutino e vespertino (10 e 11 anos); iniciante (12 anos); pré-Mirim (13 anos); mirim (14 anos); infantil (15 e 16 anos); infanto-juvenil (17 e 18 anos) e adulta, e disputam competições regional, estadual, nacionais e internacionais.
Sagrou-se campeão do extinto torneio Liga Nacional e  obteve vice-campeonato e um terceiro lugar. e alcançou o tetracampeonato estadual catarinense em 2019,,

## Principais títulos
| Nacionais      | Nacionais              | Nacionais | Nacionais              |
|                | Competição             | Títulos   | Temporadas             |
| -------------- | ---------------------- | --------- | ---------------------- |
| Brasil         | Superliga Brasileira A | 0         |                        |
| Brasil         | Superliga Brasileira B | 0         |                        |
| Brasil         | Copa Brasil            | 0         |                        |
| Brasil         | Liga Nacional          | 1         | 2005                   |
| Estaduais      |                        |           |                        |
|                | Competição             | Títulos   | Temporadas             |
| Santa Catarina | Catarinense            | 4         | 2004, 2005, 2006, 2019 |

### Campanhas de destaque
Superliga Brasileira de Voleibol Feminino - Série B
- 3º lugar:2021, 2022

 Liga Nacional
- Vice-campeão: 2002
- 3º lugar:2008

 Campeonato Catarinense 
- Vice-campeão: 2015, 2018
- 3º lugar:2008, 2011, 2014, 2016, 2022

 JASC